# Томас Бахлер
Томас Бахлер  (нім. Thomas Bachler, 3 червня 1965) — австрійський бобслеїст, олімпієць.

## Виступи на Олімпіадах
| Олімпіада        | Дисципліна | Місце |
| ---------------- | ---------- | ----- |
| Альбервіль 1992  | двійка     | 8     |
| Альбервіль 1992  | четвірка   | 10    |
| Ліллехаммер 1994 | четвірка   | 6     |
| Нагано 1998      | четвірка   | 18    |